# 李国清 (1918年)
李国清（1918年—1994年5月22日），江西永新人，中国人民解放军北疆军区顾问。

## 生平
1933年，李国清加入中国共产主义青年团，1934年4月参加中国工农红军，1935年6月转为中国共产党党员。历任指导员、股长、团副政委、部长。1960年7月至1981年10月，任伊犁军区、北疆军区副政委。1981年10月至1983年9月，任北疆军区顾问。 
1994年5月22日，李国清在乌鲁木齐病逝，享年76岁。 